# Ramon Alcoberro i Pericay

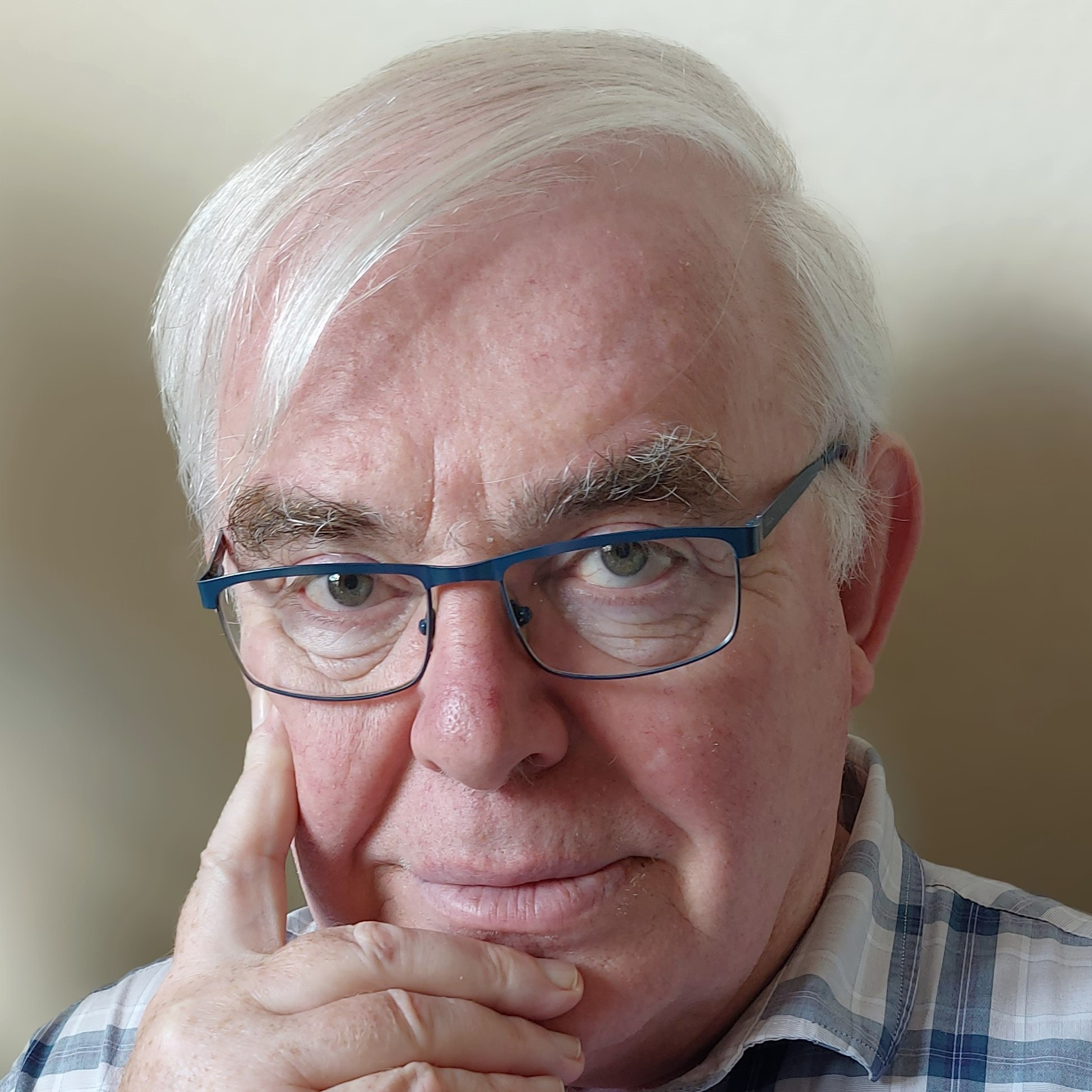

Ramon Alcoberro i Pericay (Pals, 30 de maig de 1957) és un filòsof català. És autor de més d’una vintena de llibres de filosofia i assaig.

## Trajectòria
Alcoberro fou l'autor del primer assaig de filosofia de la postmodernitat publicat en català El desordre cívic (1983). Es formà al Col·legi de Filosofia amb Xavier Rubert de Ventós i pertany a l'anomenada «Generació de la transició», el grup dels filòsofs universitaris postmarxistes aparegut al llarg de la dècada del 1980 i que han publicat bona part de la seva obra en català. El seu pensament evolucionà del postmodernisme a l'utilitarisme liberal. Ha rebut els premis Extraordinari Fi de Carrera (1981), Arnau de Vilanova, Serra Hunter i Serra i Moret (1983), entre d'altres. L'any 2018 el Col·legi d'economistes de Catalunya el va distingir com a col·legiat d'honor.
Incorporat a la lluita antifranquista, a les darreries del franquisme fou membre de les Joventuts Revolucionàries Catalanes i empresonat a La Model per aquest motiu l'any 1975. Alcoberro s'ha especialitat en temes d'ètica i ha estat un precursor de la tecnoètica i de l'ús d'internet en la divulgació filosòfica en català. Ha estat professor associat a la Universitat de Girona, consultor a la Universitat Oberta de Catalunya i directiu de l'Ateneu Barcelonès en diversos períodes. Ha editat i traduït al català textos de Denis Diderot, Jean le Rond d'Alembert, Voltaire, La François de la Rochefoucauld, Giulio Raimondo Mazzarino i altres pensadors de la Il·lustració, així com també de Henry David Thoreau, Walter Benjamin i Immanuel Kant.

## Obres
- El desordre cívic. Barcelona: El Llamp (1983, Premi Serra i Moret d'assaig)
- Moments crítics. Barcelona: El Llamp (1987)
- Contra Josep Pla. Barcelona: Barcanova (1993)
- Expulsats del paradís. De Kronen a Jasp. Barcelona: Thassàlia (1996)
- Epicur: una filosofia moral. Santa Coloma de Gramenet: Grup de Filosofia. Casal del Mestre (2001)
- Ètiques per a un món complex: un mapa de les tendències morals contemporànies. Lleida: Pagès (2004)
- Ética, economía y empresa: la dimensión moral de la economía. Barcelona: Gedisa (2007)
- L'utilitarisme. Barcelona: UOC (2007)[7]
- L'home que mira: un bloc de filosofia i pensament. Valls: Cossetània (2007)[8]
- El racionalisme cartesià. Barcelona: UOC (2008)[9]
- Platón. Barcelona: RBA (2015). Traducció al francès, al portuguès i a l'italià (2016)
- Stuart Mill. Barcelona: RBA (2016). Traducció al francès, al portugués i a l'italià (2016)
- Nietzsche. Voluntat de no veritat. Sabadell: Edicions Enoanda (2022)
- Ex Machina. Ètica, big data, algoritmes i robots. Sabadell: Edicions Enoanda (2022).